# Kirschblüten – Hanami
Kirschblüten – Hanami (titulada en España Cerezos en flor, y en México y Argentina Las flores del cerezo) es una película alemana del 2008, dirigida por Doris Dörrie y protagonizada por Elmar Wepper, Hannelore Elsner y Aya Irizuki.
Es una historia conmovedora sobre la naturalidad y la cercanía de la vida y la muerte, el amor y la amistad.

## Argumento
El matrimonio compuesto por Trudi y Rudi Angermeier vive en una pequeña población de Baviera. Tras una revisión médica, Trudi es informada de que su marido está gravemente enfermo y no tiene más de unos meses de vida. Ella decide mantener el secreto e intenta disfrutar con su marido viajando fuera de su entorno más cercano. Él es un hombre muy costumbrista y hogareño, pero le convence para ir a visitar a sus hijos y nietos a Berlín.
Tras pocos días descubren que sus hijos no pueden atenderles y están incómodos y deciden pasar unos días solos y tranquilos en el mar Báltico. Inesperada y repentinamente es Trudi la que fallece allí. 
A partir de ese momento Rudi intentará cumplir los deseos que ella dejó pendientes, empezando por uno de los más importantes: su pasión por Japón y por la danza Butoh, aprovechando que su hijo Karl reside en Tokio. Una vez allí descubre que también molesta a su hijo, aunque Rudi hace todo lo posible por distraerse y adecuarse a una ciudad tan grande y una cultura tan diferente.
Tras una visita a un parque conoce a Yu, una joven bailarina de Butoh que siempre baila allí, en la rivera de un lago rodeado de cerezos en flor. A pesar de los problemas de idioma entablan una profunda y sincera amistad y ella le enseña la base de esa danza y le hace vivir con naturalidad la relación entre la vida y la muerte.
Finalmente, Yu y Rudi emprenden un viaje juntos a conocer el monte Fuji, donde tras unos días de espera en que las nubes lo cubren, él puede bailar frente a él al amanecer y reunirse con su fallecida mujer.

## Premios
- 2008: Premios de cine de Baviera a Elmar Wepper como mejor actor y a Olga Film - Molly von Fürstenberg/Harald Kügler como          mejores productores.
- 2008: Nominación para el Oso de Oro del Festival de Cine de Berlín.
- 2008: Premios de Cine Alemán al mejor actor para Elmar Wepper, premio de plata a la mejor película y premio al mejor                      vestuario. Nominaciones a mejor guion, dirección y actriz secundaria (Hannelore Elsner).
- 2008: Nominación para los Premios de Cine Europeos a Elmar Wepper como mejor actor.
- 2008: Premio de Cine Gilde.
- 2009: Premio de la Crítica alemena de cine a Elmar Wepper como mejor actor.